# Klubák červenozobý
Klubák červenozobý (Buphagus erythrorhynchus) je zpěvný pták z čeledi Buphagidae (případně řazený do čeledi Sturnidae).

## Prostředí a rozšíření
Obývá savany v subsaharské Africe v rozmezí od Středoafrické republiky po Súdán a Jihoafrickou republiku.

## Znaky
Klubák červenozobý dorůstá 20 cm, svrchu je hnědý a spodinu těla má žlutohnědou. Zobák má červený.

## Ekologie
Zdržuje se v blízkosti pasoucích se stád velkých sudokopytníků, z jejichž srsti vybírá malé bezobratlé živočichy. Na druhou stranu se však živí i krví a zvířatům tak způsobuje malé otevřené rány, které jsou opět lákadlem různých parazitů.
Klubák červenozobý hnízdí ve stromových dutinách vystlaných chlupy skotu. Snůška čítá 2-5 vajec (průměrně 3). Během období rozmnožování tvoří velká hejna.